# Vilma Bekendorf
Vilma Bekendorf, auch Wilma Bekendorf und Wilma Reimann-Bekendorf (* 26. Juli 1910; † 5. Juni 2005 in Bad Pyrmont, Niedersachsen), war eine deutsche Tänzerin, Schauspielerin und Autorin.

## Leben
Vilma Bekendorf erhielt in den 1920er Jahren ihre Tanzausbildung und trat ab 1930 als Sängerin bzw. Schauspielerin drei Jahre lang an Hamburger Bühnen auf: am Thalia-Theater (auch im Chor), den Richter-Bühnen und an der Hamburger Volksoper. Zu dieser Zeit wohnte sie in Hamburgs Eimsbütteler Straße 19. 1933 erhielt sie ein Engagement am Hamburger Operettenhaus. Noch 1933 übersiedelte Vilma Bekendorf nach Berlin und gab dort noch im selben Jahr ihr Filmdebüt unter der Regie von Gustaf Gründgens in der Komödie Die Finanzen des Großherzogs. Bis 1939 trat sie in mindestens 16 Filmen auf, meist für die UFA und überwiegend in Nebenrollen. 1939 heiratete sie den Schriftsteller Hans  Reimann, beendete ihre Filmkarriere und siedelte mit ihm nach Bernried in Oberbayern um. 1952 zog sie mit ihm nach Großhansdorf-Schmalenbeck bei Hamburg und beteiligte sich als Mitautorin an einigen Neuerscheinungen.

## Filmografie
- 1933: Die Finanzen des Großherzogs
- 1934: …heute abend bei mir
- 1934: Herr oder Diener?
- 1934: Ferien vom Ich
- 1934: Ich kenn’ dich nicht und liebe dich
- 1934: Alte Kameraden
- 1934: Charleys Tante
- 1935: Amphitryon – Aus den Wolken kommt das Glück
- 1936: Boccaccio
- 1936: Das häßliche Entlein (Kurzfilm)
- 1936: Es geht um mein Leben
- 1936: Männer vor der Ehe
- 1936: Der schüchterne Casanova
- 1936: Smutjes Schwester
- 1937: Die geliebte Stimme
- 1939: Fräulein
- 1939: Die Hundert Mark sind weg

## Bücher (Auswahl)
- Die vom Film. Ein Bummel durch die deutsche Filmwelt, wie sie sich seit 1948 anbietet. Stuttgart 1948/49. (Mitarbeit)
- Alexander Lernet-Holenia: Novellen. Gauting: Bavaria-Verlag, 1948. Darin: Vilma Bekendorf-Reimann: Der Dichter Lernet-Holenia
- Hans Reimann und Kurt Wolff mit Ullstein, Otto Wallburg, Doktor Wurm (Die Schmiede), Paul Steegemann, Siegfried Jacobsohn. Privatdruck 1970